# Izborsk
Izborsk (rusky Изборск, estonsky Irboska) je vesnice v Pskovské oblasti Ruska, asi 30 km od Pskova. Toto kdysi významné město patří k nejstarším ruským sídlům, upomínaným již v Pověsti dávných let jako jedno z center Krivičů. V současnosti je Izborsk vyhledávaným turistickým cílem.

## Historie
Počátky Izborsku souvisí se vznikem tzv. Truvorova hradiště, které bylo podle archeologických vykopávek založeno někdy na přelomu 7. a 8. století. Nejstarší ruský letopis Pověst dávných let uvádí, že Izborsk založil roku 862 Rurikův mladší bratr Truvor. Podle kronikáře se Izborsk záhy stal velkým a slavným městem, kde, stejně jako v Novgorodu, vládla první ruská knížata. Rozvoj řemesel dokládá objev pecí na tavení železa a zpracování železné rudy, stejně jako velké množství hnětené keramiky. Existenci rozvinutých obchodních vztahů prozrazují archeologické vykopávky, zahrnující ozdoby, zbraně a dokonce arabské mince z 8. století, byzantské předměty přivezené do Izborsku v 9. století či germánské a anglosaské mince a medaile.

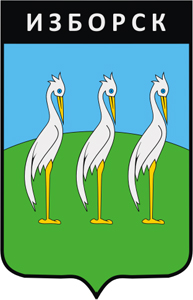
Znak Izborska

V 10. století obchodní význam města poněkud poklesl, neboť blízký Pskov se ukázal být díky přítomnosti splavné řeky Velikaja příhodnější pro dopravu zboží. Izborsk se tak postupně stal předměstím Pskova. Nadále si však podržel svůj vojenský význam.
Severozápadní část Kyjevské Rusi včetně Izborsku byla sice ušetřena nájezdů Mongolů, zato musela čelit útokům ze strany Řádu německých rytířů. Ti poprvé město dobyli roku 1223, i když záhy přispěchali na pomoc Pskované a Izborsk osvobodili. Nové problémy nastaly po roce 1237, kdy byla založena Livonská větev Řádu německých rytířů. Ti roku 1240 porušili mírovou dohodu s Pskovem, načež dobyli Izborsk a hned nato i Pskov. Němečtí rytíři byli z ruských zemí vyhnáni až po bitvě na Čudském jezeře roku 1242.
Na počátku 14. století izborští naznali, že staré hradiště již nevyhovuje, proto se rozhodli vystavět novou Izborskou pevnost (dostavěna 1330). Ta byla v 14. a 15. století rytíři osmkrát obléhána, avšak ani jednou nepadla.
Roku 1510 byl Izborsk spolu s Pskovem začleněn do Moskevského knížectví. Na počátku 16. století byl zbudován blíže k Livonsku Pskovsko-pečerský klášter, který odrážel výpady nepřátel jako první, takže situace v Izborsku se poněkud uklidnila.
V roce 1582 ještě město dobyl polsko-litevský král Štěpán Báthory, avšak po severní válce na počátku 18. století, díky které se ruské hranice posunuly značně na západ, ztratilo město svůj vojenský význam. Vojenská posádka byla zrušena a Izborsk začal upadat. Na začátku 18. století byl ještě újezdním městem Pskovské provincie Petrohradské gubernie, roku 1777 už pouhým městem (definitivně přišel o status města roku 1956).

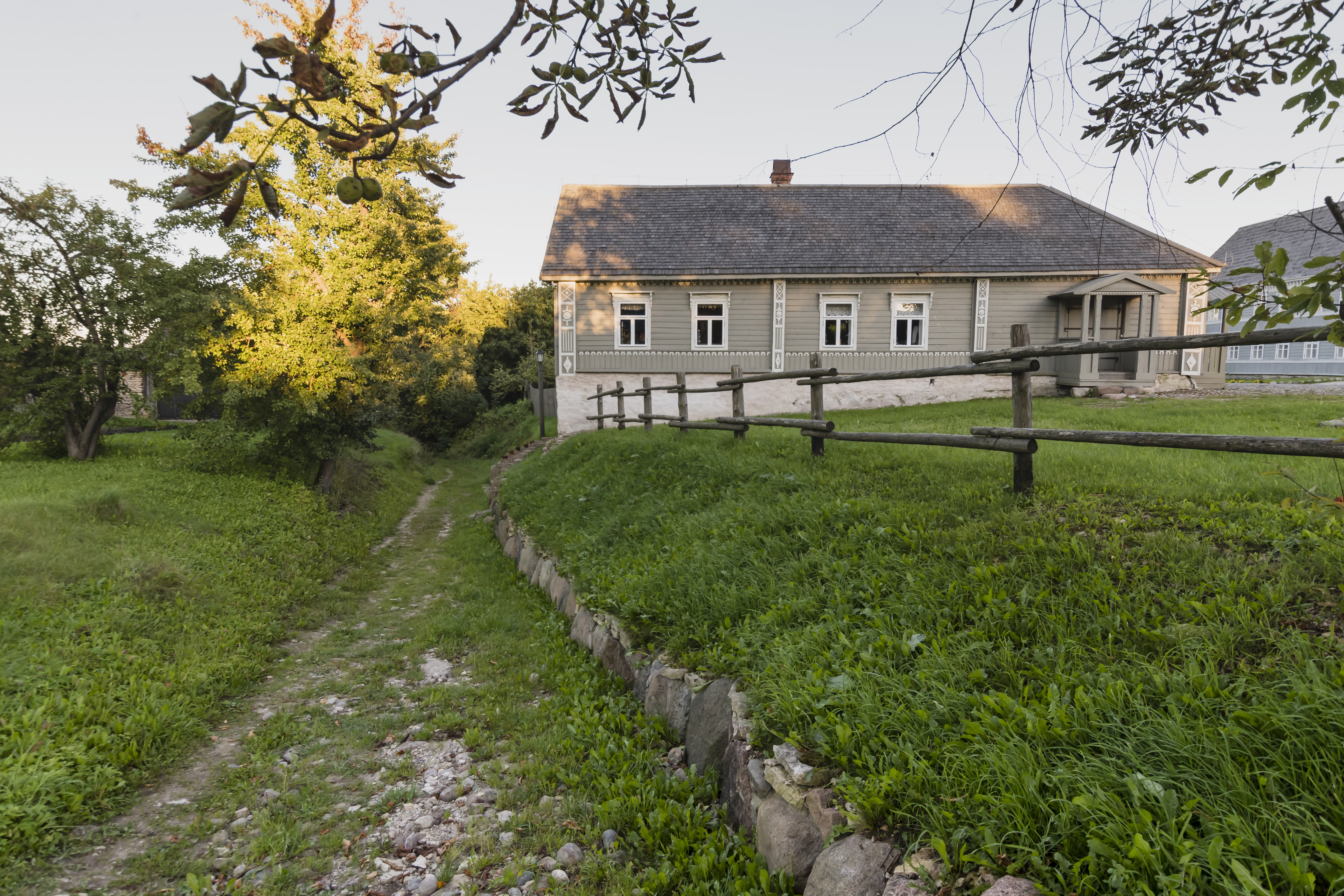
Starý kupecký dům

V 19. století představoval Izborsk provinciální kupecké městečko, kde se nacházela pošta, nemocnice, dvě restaurace s biliárem, čajovna, škola a množství obchodů.
Roku 1920 Izborsk na základě mírové smlouvy mezi Estonskem a SSSR připadl Estonské republice. Díky tomu se například kraji vyhnuly stalinské proticírkevní represe, spojené s bouráním chrámů. Po anexi Estonska v roce 1940 se město krátce octlo v Estonské SSR, v letech 1941-1944 však bylo okupováno nacisty. Roku 1945 byl Izborsk v souvislosti s úpravou hranic Estonské SSR přičleněn k Pskovské oblasti RSFSR.
Od roku 1996 je Izborsk historicko-kulturní a přírodně-krajinnou rezervací. Ekonomika obce se tak po rozpadu Sovětského svazu orientuje především na turismus.

## Pamětihodnosti
- Izborská pevnost - relativně dobře dochovaný kreml z roku 1330. Zabírá 2,4 ha, má sedm věží a hradby dlouhé 850 m. Uvnitř se nachází chrám svatého Mikuláše ze 14. století.
- Truvorovo hradiště - pozůstatky hradiště, vzniklého pravděpodobně někdy na přelomu 7. a 8. století. Jeho viditelné pozůstatky se nachází na vyvýšenině nedaleko Izborska. Stojí zde chrám svatého Mikuláše na hradišti a hřbitov s kamennými kříži z 15. století. Největší z nich, tzv. Truvorův kříž, má údajně označovat místo odpočinku Rurikova bratra.
- Slovenské prameny - zdroj minerální vody krasového původu, vytékající mohutným proudem přímo z vápencové skály. Jsou předmětem nejenom turistického zájmu, ale jsou také považovány za svaté a každoročně probíhá jejich slavnostní svěcení. Název je odvozen od starého slovanského kmene Slovenů.
- Historické centrum obce - kupecké a selské domy převážně z 19. století.
- Chrám svatých Sergeje Radoněžského a Nikandra (18. století)
- Chrám narození přesvaté Bohorodice (17. století)

## Galerie

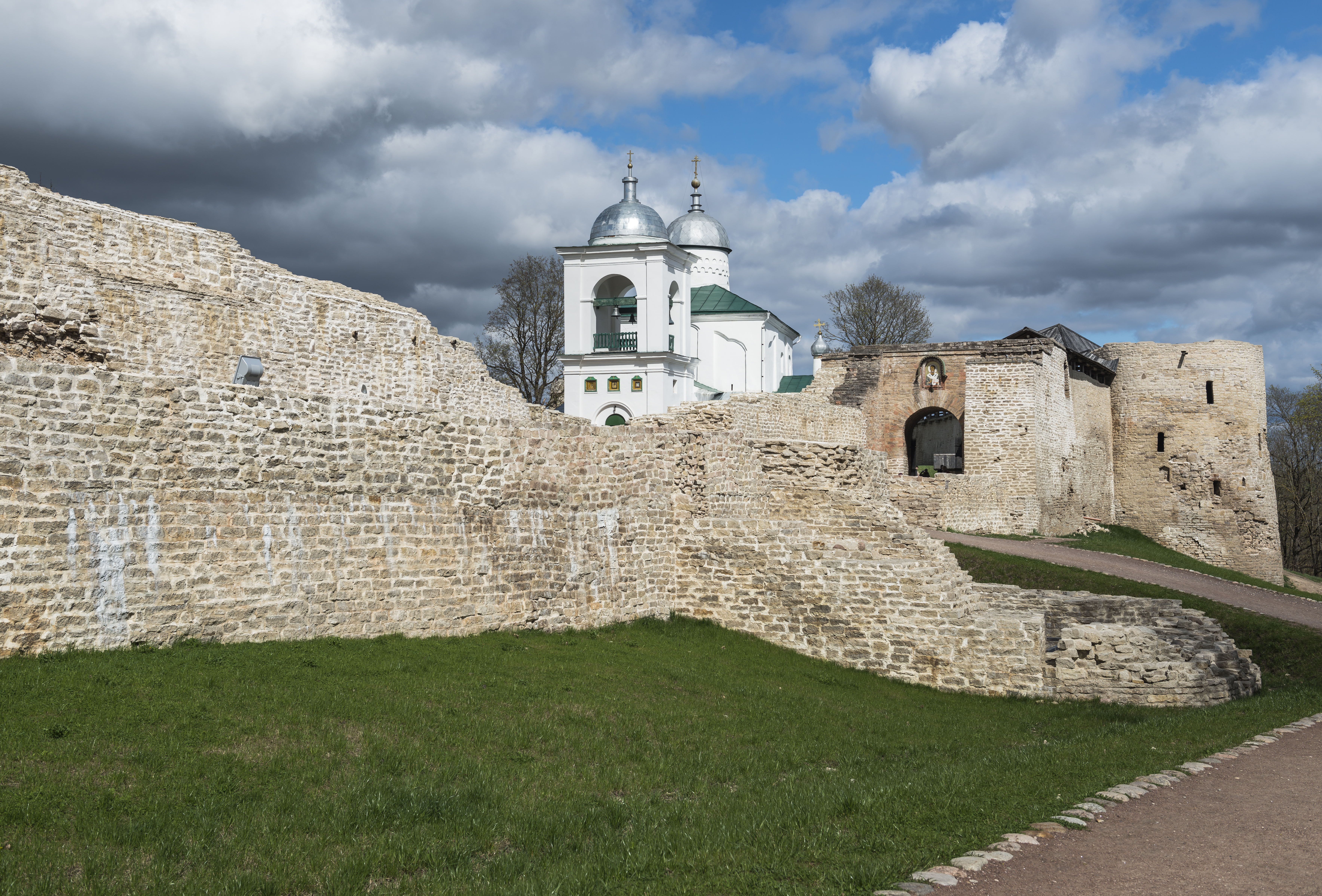
Izborská pevnost
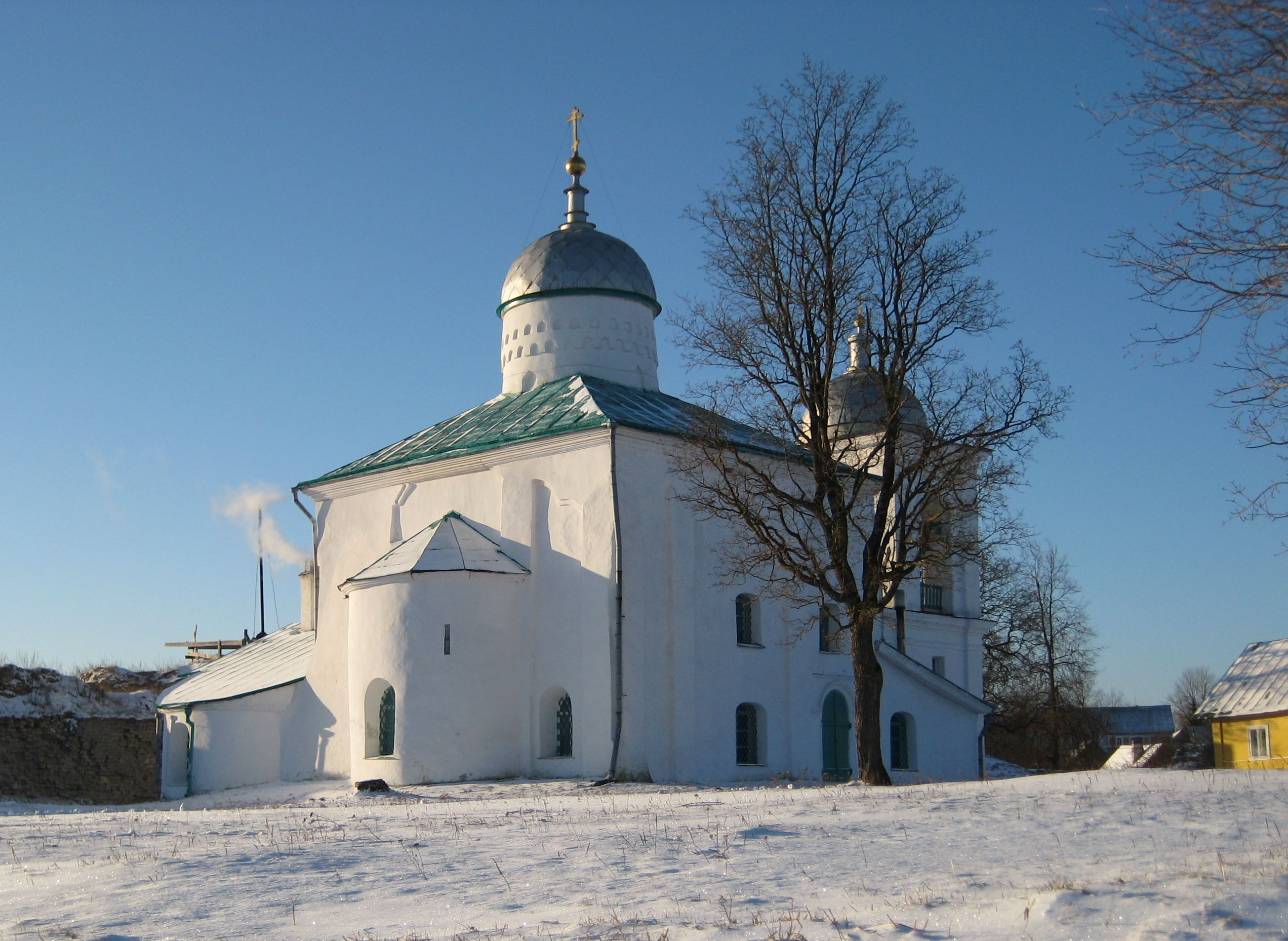
Chrám svatého Mikuláše v pevnosti
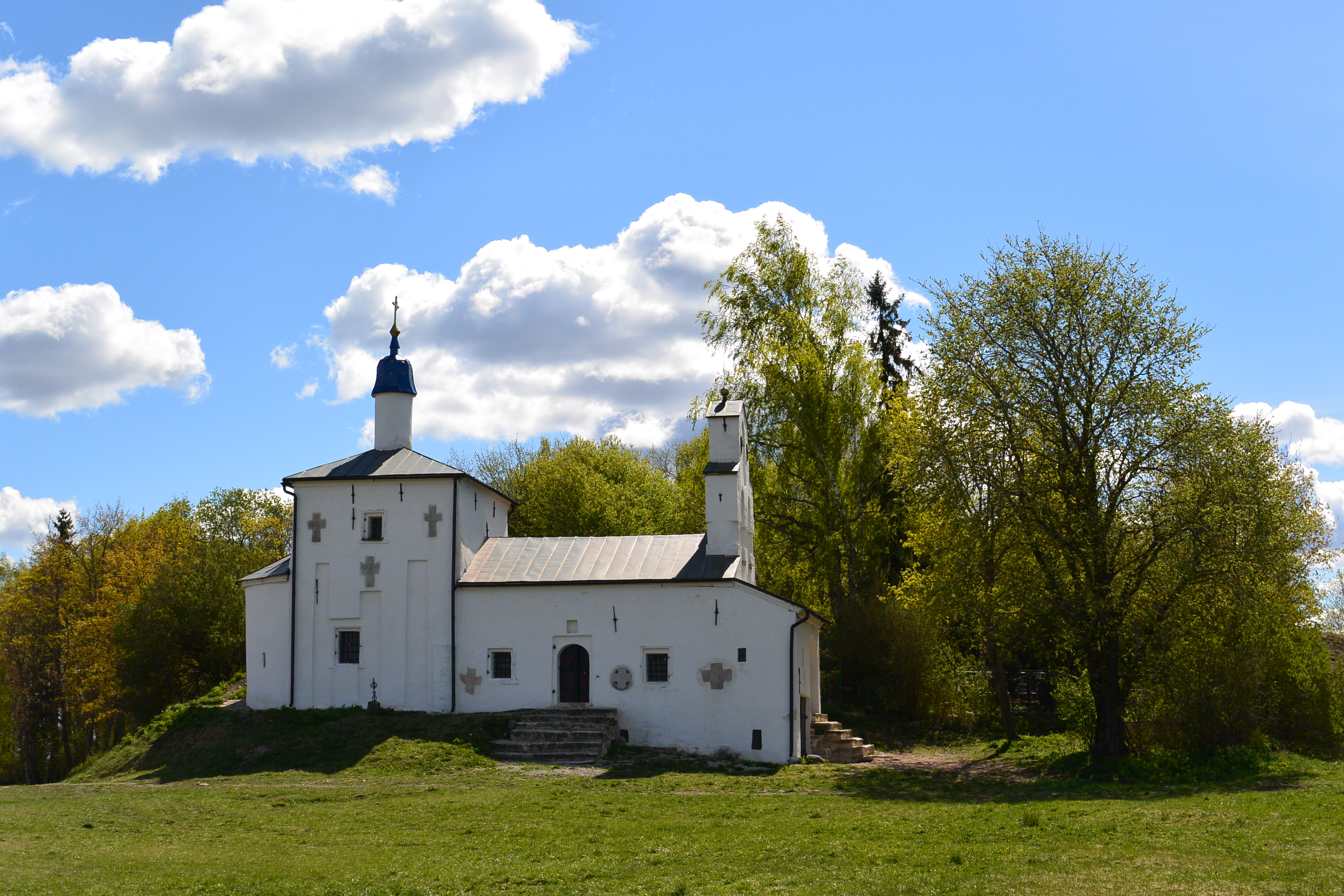
Chrám svatého Mikuláše na hradišti
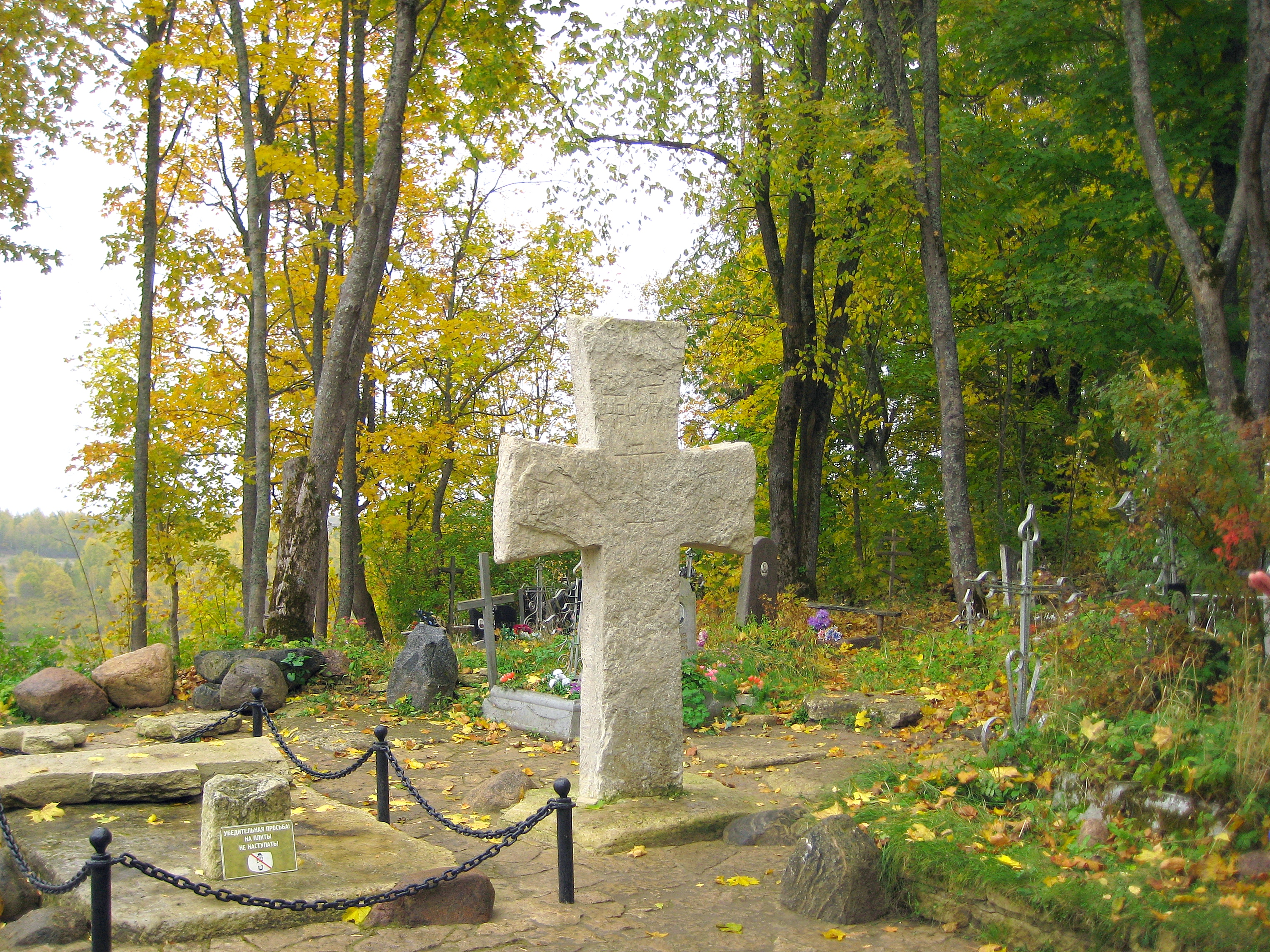
Truvorův kříž
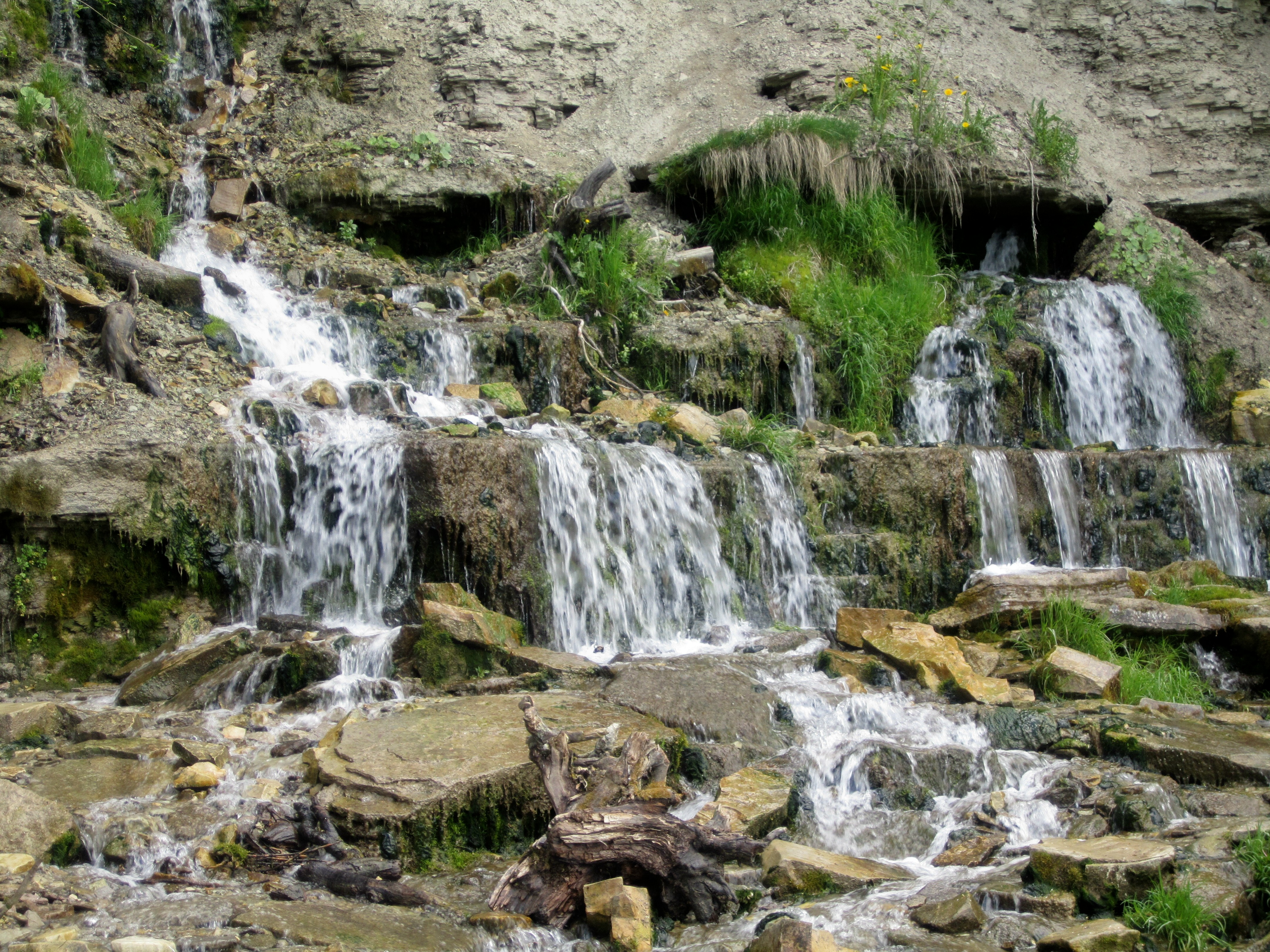
Slovenské prameny
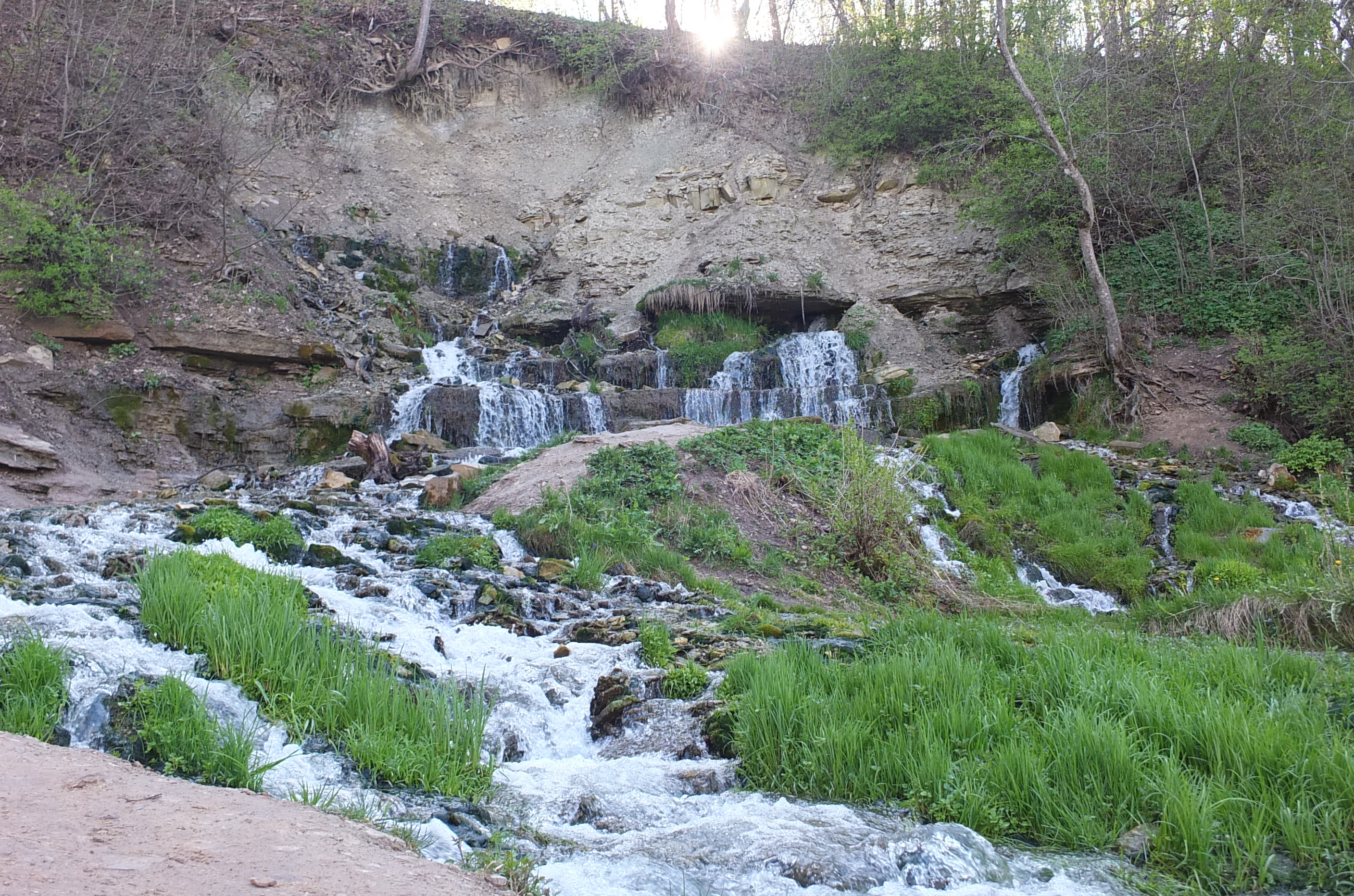
Slovenské prameny
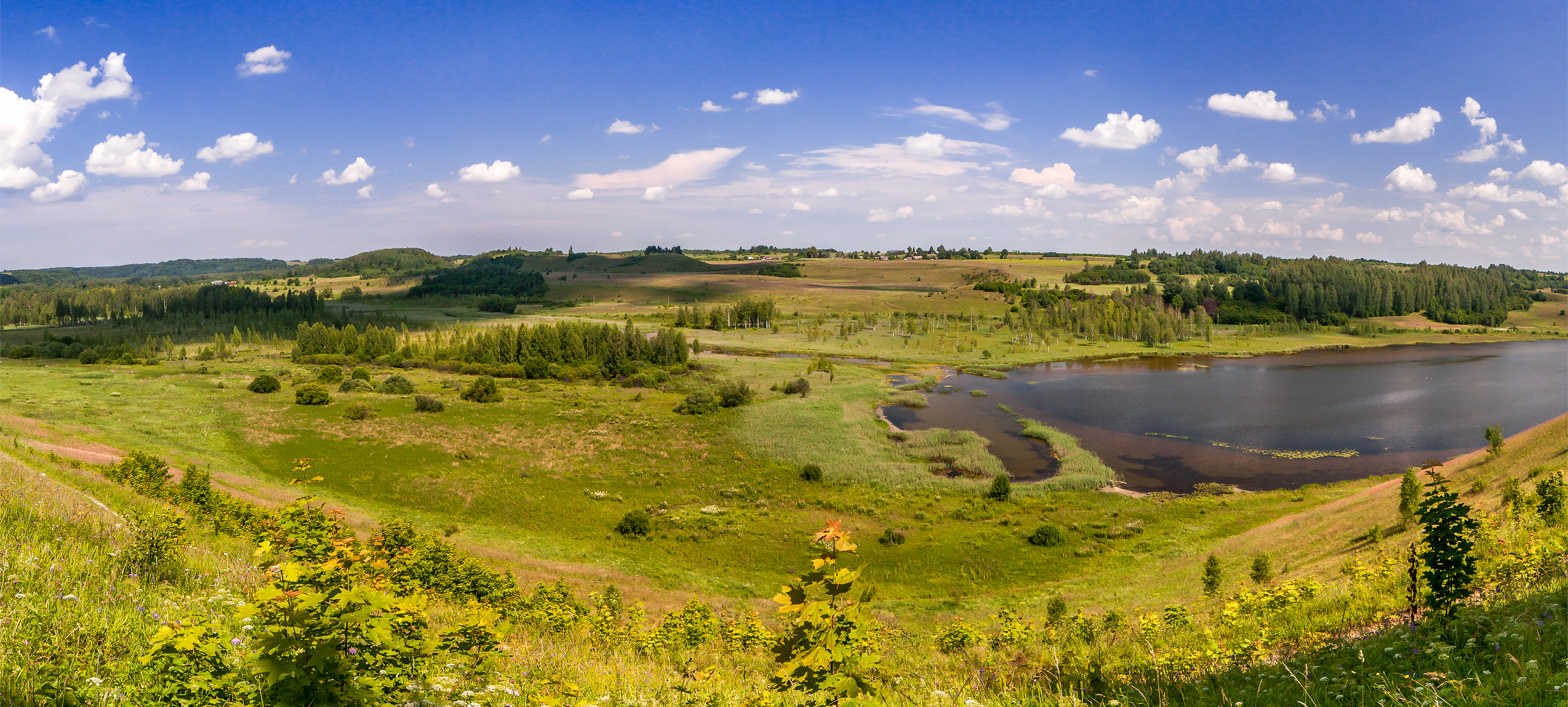
Gorodiščenské jezero
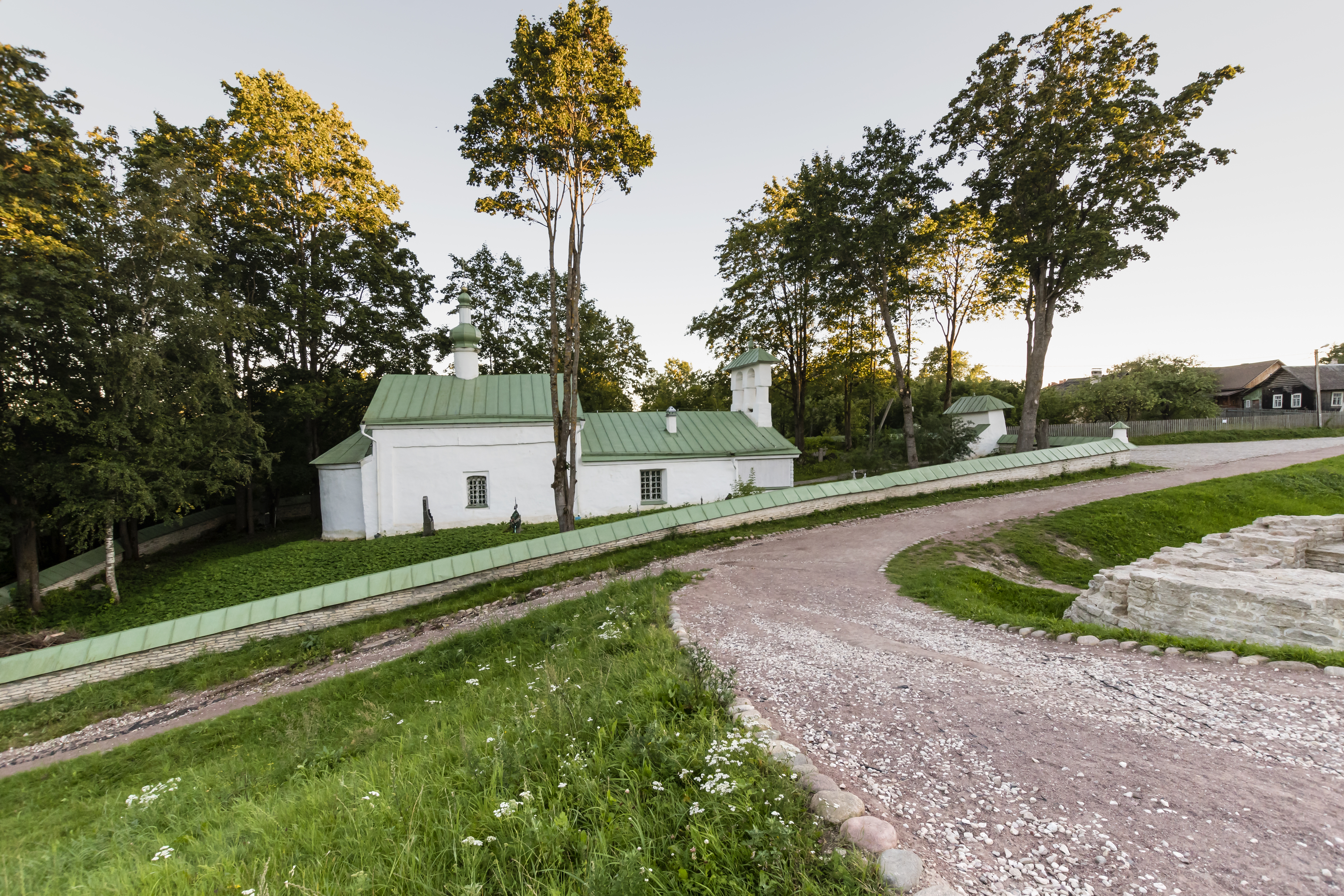
Chrám svatých Sergeje Radoněžského a Nikandra
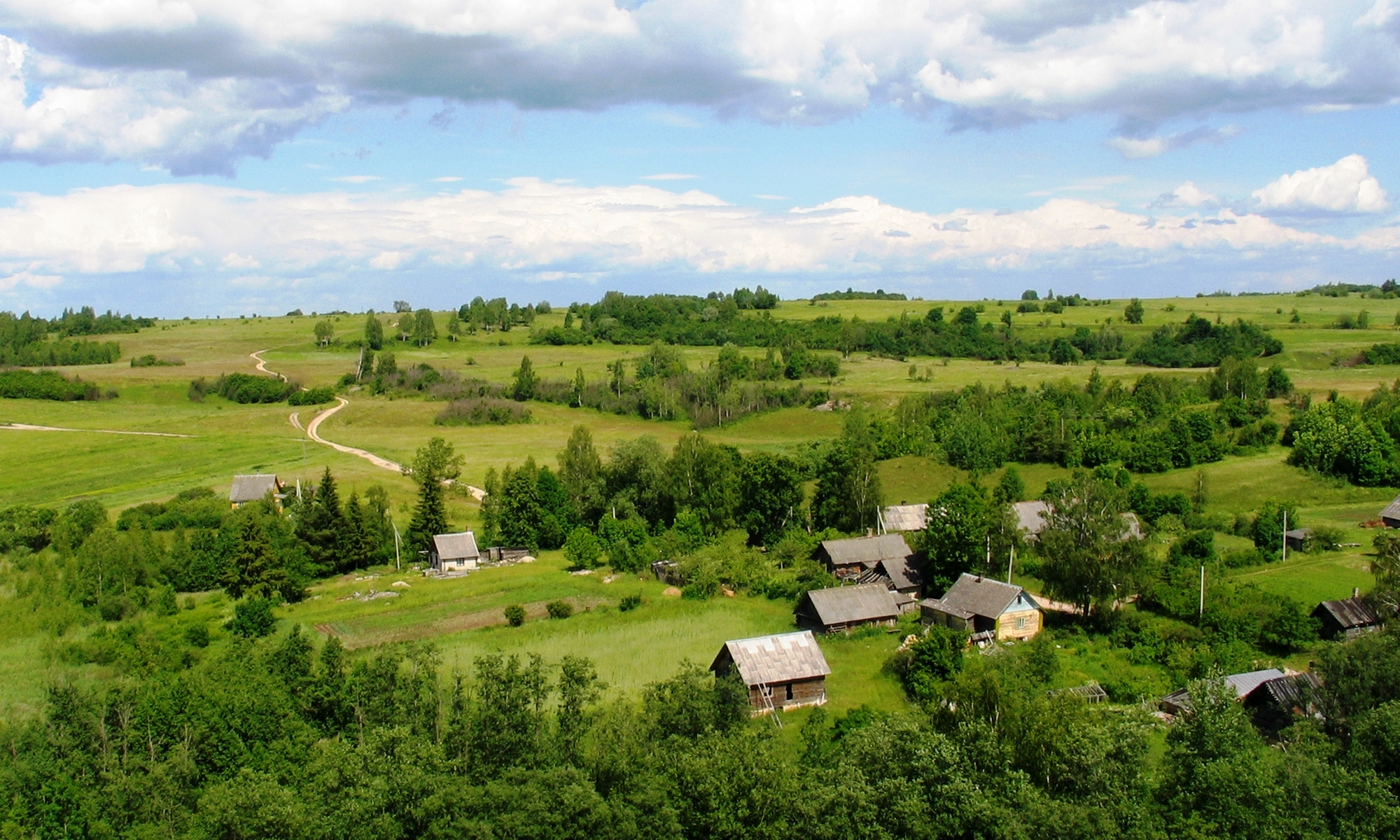
Selské domy
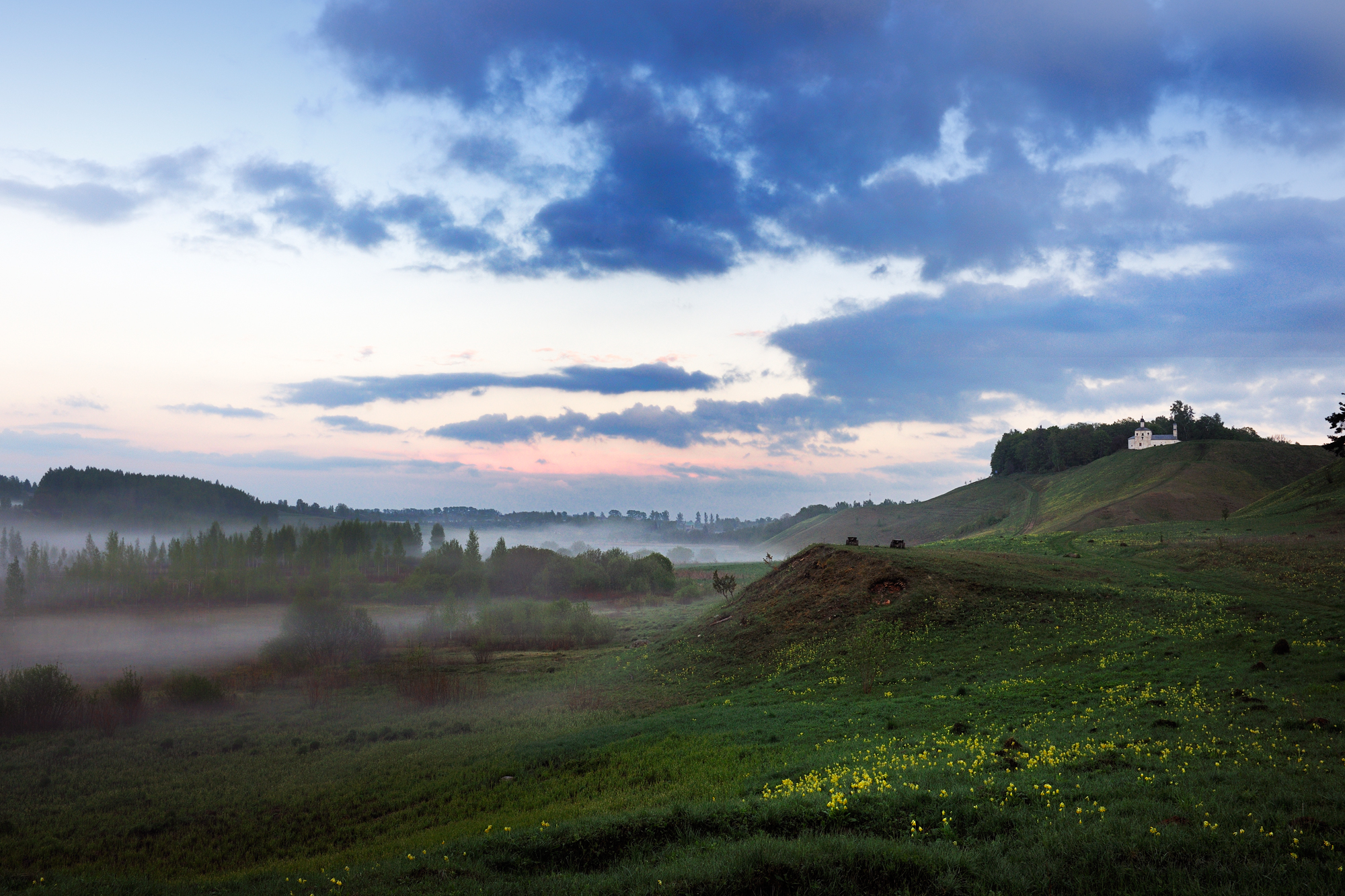
Okolí Izborsku
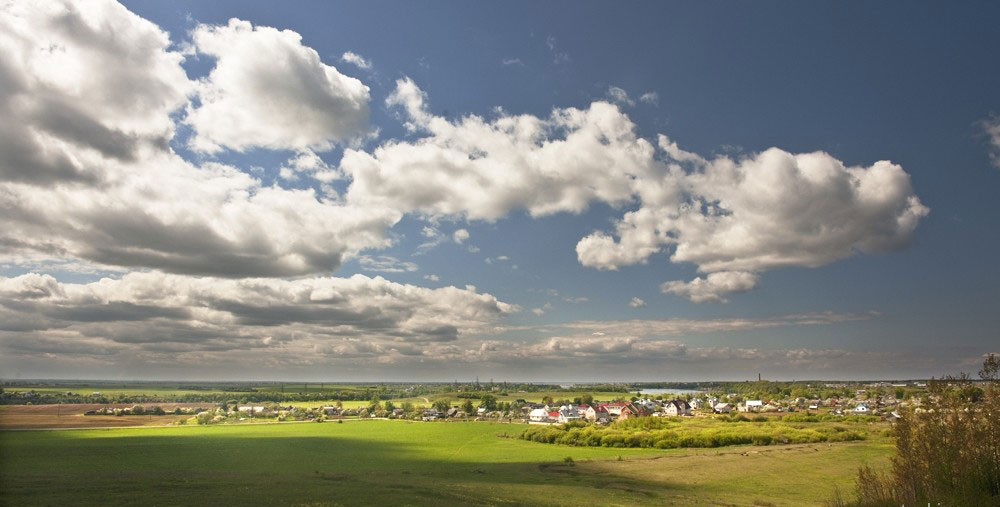
Izborská dolina